# Mutacismo
Mutacismo derivante dal greco mytakismòs riguarda la difficoltà da parte del soggetto malato nel pronunciare le consonanti labiali.

## In psicoanalisi
In campo psicoanalitico la parola mutacismo si rifà al mutismo dovuto al rifiuto della comunicazione orale come se fosse manifestazione di ostilità, è caratteristico di alcune psicosi come quella che ebbe come protagonista Anna O. (Bertha Pappenheim), il famoso caso trattato da Breuer e Freud.